# El Cardoso de la Sierra
El Cardoso de la Sierra és un municipi de la província de Guadalajara, a la comunitat autònoma de Castella-La Manxa. Limita amb Riaza, Santo Tomé del Puerto, Ríofrío de Riaza i Cerezo de Arriba (a Segòvia) al nord, Hiruela de Buitrago, Montejo de la Sierra, Somosierra i Puebla de la Sierra (a Madrid) a l'oest i Majaelrayo i Cantalojas a l'est i Campillo de Ranas a l'est i sud (a Guadalajara).